# David Brewster

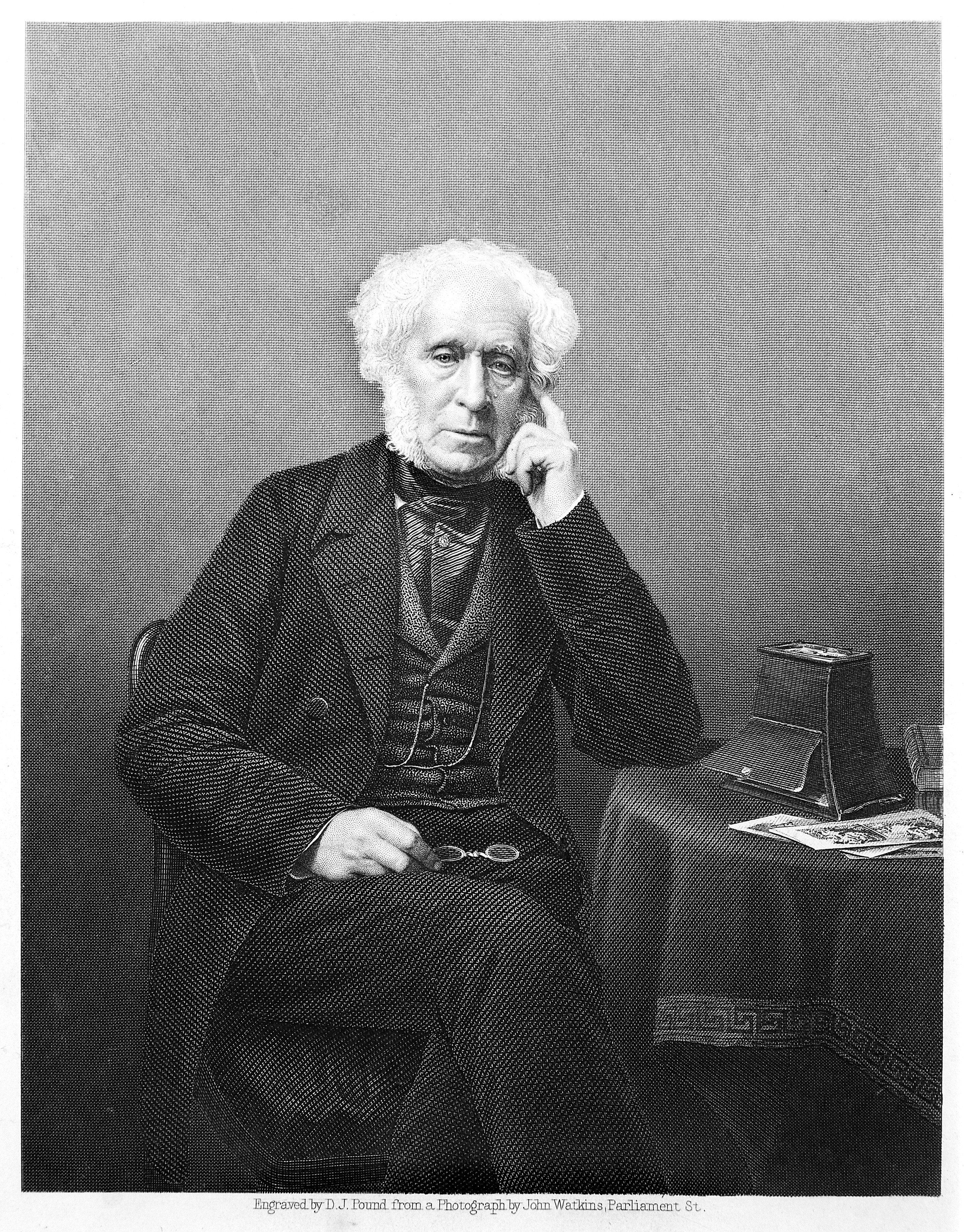
David Brewster

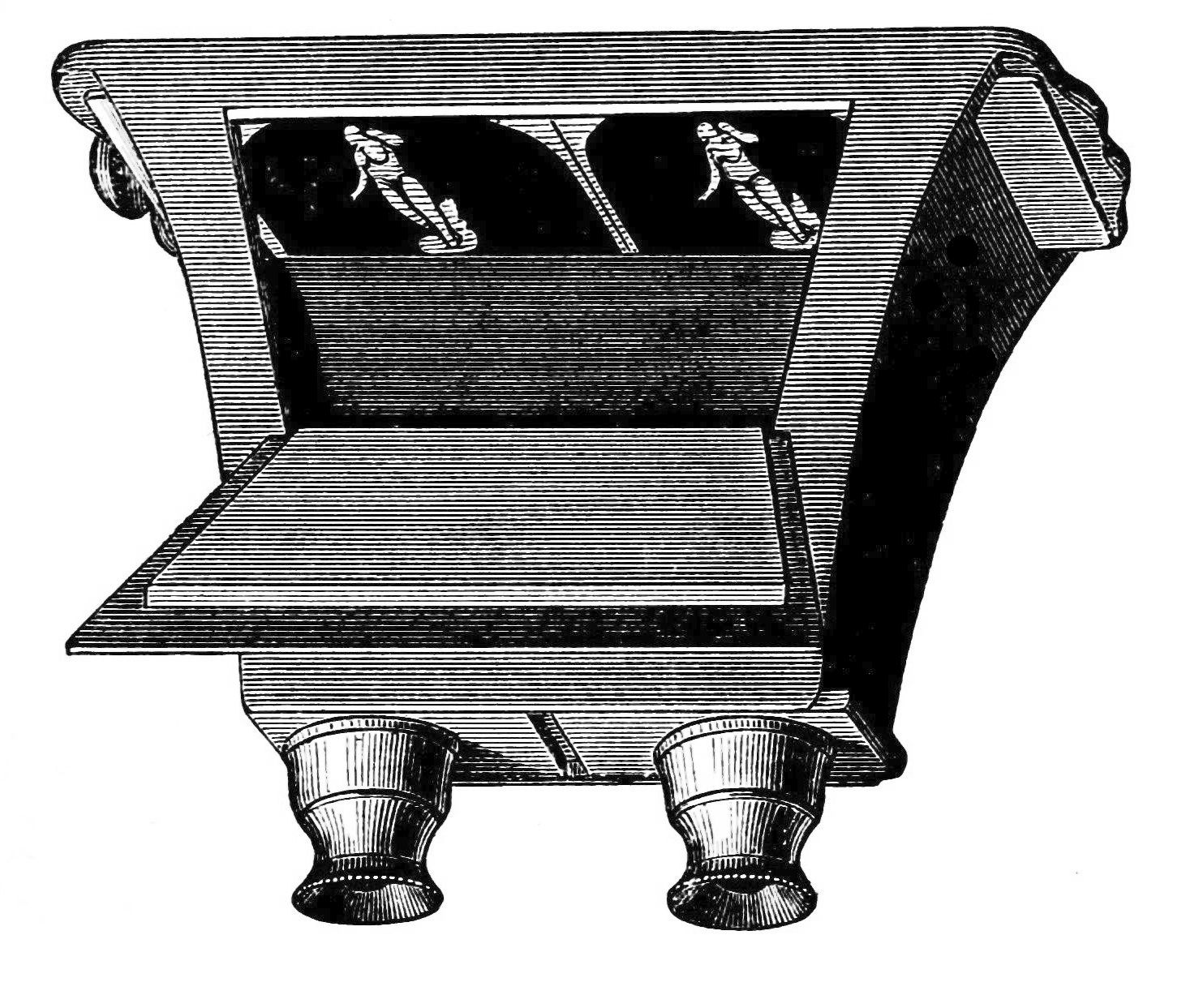
Brewsters Stereoskop

David Brewster (* 11. Dezember 1781 in Canongate, Jedburgh, Schottland; † 10. Februar 1868 in Allerly, Melrose) war ein schottischer Physiker.

## Leben und Wirken
Brewster war der zweite Sohn und das dritte der sechs Kinder von James Brewster (um 1735–1815) und dessen Frau Margaret Key (1753–1790). Sein Vater war Rektor der Grammar School von Jedburgh.
Unter der Aufsicht des Pflugmachers und Amateurastronomen James Veitch (1771–1838), aus dem nahegelegenen Inchbonny, konstruierte er im Alter von zehn Jahren ein Teleskop.
1794 immatrikulierte er sich an der University of Edinburgh. Dort wurde Brewster von John Robison in Naturphilosophie, von John Playfair in Mathematik und von Dugald Stewart in Ethik unterrichtet. 1800 graduierte er in Edinburgh zum Master of Arts (M.A.). Während seines Studiums lernte er Henry Brougham kennen.
Von 1799 bis 1807 war Brewster als Privatlehrer tätig. Zunächst für die Familie von Captain Horsburgh aus Pirn (Peeblesshire) und ab 1804 für die Familie von Generalleutnant Alexander Dirom (1757–1830). 1804 erhielt er die Erlaubnis der Church of Scotland zu predigen.
1808 übernahm Brewster die Redaktion der Edinburgh Encyclopedia, die bis zum Jahr 1830 in 30 Bänden herauskam.
Dirom schlug Brewster für die Mitgliedschaft in der Royal Society of Edinburgh vor. Der Vorschlag wurde durch Playfair und James Russell (1754–1836) unterstützt. Am 25. Juni 1808 wurde Brewster in die Gesellschaft gewählt. Von 1819 bis 1828 war er deren Generalsekretär, von 1831 bis 1864 Vizepräsident und ab 1864 ihr Präsident.
Seine ersten Untersuchungen betrafen die Polarisation von Licht (Brewster-Winkel, 1814 bei der Untersuchung von polarisiertem Licht in Kristallen mit zwei optischen Achsen) und die doppelte Strahlenbrechung. Die Ergebnisse erschienen in den Transactions of the Royal Society of Edinburgh.
Im Jahr 1816 gelang ihm die Erfindung des Kaleidoskops. Er erhielt am 10. Juli 1817 auf diese Neuerung ein englisches Patent. und schrieb darüber 1819 ein Buch. Dieses wissenschaftliche Instrument wurde schnell ein beliebtes Spielzeug und fand so weite Verbreitung.
Zusammen mit Robert Jameson gründete Brewster 1819 das Edinburgh Philosophical Journal, das er von 1824 bis 1832 allein herausgab. Er verfasste viele Artikel für die 7. und 8. Auflage der Encyclopedia Britannica.
Brewster schrieb zahlreiche populärwissenschaftliche Aufsätze und Bücher, darunter 1832 eine Biographie über Isaac Newton.
Ab 1838 war Brewster Rektor des United College of St. Salvator and St. Leonard der Universität St. Andrews. 1859 wurde er Rektor der Universität Edinburgh.
Eine weitere Erfindung von ihm, das Stereoskop, wurde ebenfalls um 1850 ein beliebtes Spielzeug. Es entstand aus seiner Verbindung zu Experimenten der frühen Photographie.
Brewster starb an einer Lungenentzündung.

## Ehrungen
Am 4. Mai 1815 wurde Brewster als Mitglied („Fellow“) in die Royal Society gewählt, die ihm im gleichen Jahr die Copley-Medaille, 1818 die Rumford-Medaille und 1830 die Royal Medal verlieh. 1827 und 1829 wurde ihm die Keith Medal verliehen.
1822 wurde er in die American Academy of Arts and Sciences, 1825 in die Académie des sciences, 1826 in die Göttinger Akademie der Wissenschaften, 1827 in die Königlich-Preußische Akademie der Wissenschaften und 1834 in die Académie royale des Sciences, des Lettres et des Beaux-Arts de Belgique gewählt. Seit 1850 war er auswärtiges Mitglied der Bayerischen Akademie der Wissenschaften, seit 1864 der National Academy of Sciences.
1831 wurde er als „Ritter“ des Guelphen-Ordens sowie am 8. März 1832 als Knight Bachelor geadelt. 1847 wurde er in den preußischen Orden Pour le Mérite aufgenommen.
Der Mondkrater Brewster, der Asteroid (5845) Davidbrewster sowie die Minerale Brewsterit-Ba und Brewsterit-Sr wurden nach ihm benannt. Ebenso ist er Namensgeber für den Mount Brewster, einen Berg im ostantarktischen Viktorialand, die Insel Brewster Island vor der Westküste des westantarktischen Grahamlands sowie den Berg Mount Brewster in Neuseeland.
Das Brewster, die Einheit der Spannungsoptischen Empfindlichkeit, trägt seinen Namen.

## Schriften (Auswahl)
Bücher
- A treatise on new philosophical instruments for various purposes in the arts and sciences. With experiments on light and colours. Edinburgh 1813 (Digitalisat, Digitalisat).
- A treatise on the kaleidoscope. Edinburgh 1819 (Digitalisat).
  - The kaleidoscope, its history, theory and construction. 2. Auflage, John Murray, London 1858 (Digitalisat).
- Letters on natural magic, addressed to Sir Walter Scott, Bart. John Murray, London 1832 (Digitalisat, Digitalisat).
  - Briefe über natürliche Magie an Sir Walter Scott. Enslin, Berlin 1833 (Digitalisat) – übersetzt von Friedrich Wolff (1766–1845).
  - 7. Auflage, William Tegg and Co., London 1856 (Digitalisat).
- A treatise on optics. (= Cabinet Cyclopaedia Band 19). Longman, Rees, Orme, Brown, Green, and John Taylor, London 1831 (Digitalisat).
- Life of Sir Isaac Newton. Edinburgh 1832 (Digitalisat).
  - Sir Isaak Newton’s Leben nebst einer Darstellung seiner Entdeckungen. Georg Joachim Göschen, Leipzig 1833 (Digitalisat) – übersetzt von B. M. Goldberg, mit Anmerkungen von Heinrich Wilhelm Brandes.
- Treatise on Magnetism. Adam and Charles Black, Edinburgh 1837 (Digitalisat) – aus der 7. Auflage der Encyclopedia Britannica.
- The martyrs of science, or the lives of Galileo, Tycho Brahe, and Kepler. John Murray, London 1841 (Digitalisat).
- Memoirs of the Life, Writings and Discoveries of Sir Isaac Newton. 2 Bände, Thomas Constable and Co., Edinburgh 1855 (Band 1, Band 2, Volltext).
  - Nachdruck: 2 Bände, Johnson Reprint Corp., New York 1965 – Einleitung von Richard Westfall.
  - 2. Auflage, 2 Bände, Edmonston and Douglas, Edinburgh 1860 (Band 1, Band 2).
- The stereoscope. Its history, theory, and construction, with its application to the fine and useful arts and to education. John Murray, London 1856 (Digitalisat, Digitalisat).
- Double refraction and polarisation of light. Robert Baldwin, London 1860 (Digitalisat).

Zeitschriftenbeiträge
Der von der Royal Society herausgegebene Catalogue of scientific papers vermittelt einen Eindruck über seine mehr als 300 Zeitschriftenbeiträge.
- Observations on Picot’s new astronomical theory. In: Edinburgh Magazine, or Literary Miscellany. Neue Folge, Band 15, Oktober 1800, S. 278–281 (Digitalisat).
- On the effects of the French Revolution upon science and philosophy. In: Edinburgh Magazine, or Literary Miscellany. Neue Folge, Band 15, Oktober 1800, S. 287–288 (Digitalisat).

- On some properties of light. In: Philosophical Transactions. Band 103, 1813, S. 101–109 (doi:10.1098/rstl.1813.0016, JSTOR:107395).
- On the affections of light transmitted through crystallized bodies. In: Philosophical Transactions. Band 104, 1814, S. 187–218 (doi:10.1098/rstl.1814.0012, JSTOR:107430).
- On the polarisation of light by oblique transmission through all bodies, whether crystallized or uncrystallized. In: Philosophical Transactions. Band 104, 1814, S. 219–230 (doi:10.1098/rstl.1814.0013, JSTOR:107431).
- Results of some recent experiments on the properties impressed upon light by the action of glass raised to different temperatures, and cooled under different circumstances. In: Philosophical Transactions. Band 104, 1814, S. 436–439 (doi:10.1098/rstl.1814.0022, JSTOR:107441).
- Experiments on the depolarisation of light as exhibited by various mineral, animal, and vegetable bodies, with a reference of the phenomena to the general principles of polarisation. In: Philosophical Transactions. Band 105, 1815, S. 29–53 (doi:10.1098/rstl.1815.0004, JSTOR:107356).
- On the effects of simple pressure in producing that species of crystallization which forms two oppositely polarized images, and exhibits the complementary colours by polarized light. In: Philosophical Transactions. Band 105, 1815, S. 60–64 (doi:10.1098/rspl.1815.0005, JSTOR:107358).
- On the laws which regulate the polarisation of light by reflexion from transparent bodies. In: Philosophical Transactions. Band 105, 1815, S. 125–159 (doi:10.1098/rstl.1815.0010, JSTOR:107362).
- On new properties of heat, as exhibited in its propagation along plates of glass. In: Philosophical Transactions. Band 106, 1817, S. 46–114 (doi:10.1098/rstl.1816.0005, JSTOR:107516).
- On the communication of the structure of doubly refracting crystals to glass, muriate of soda, fluor spar, and other substances, by mechanical compression and dilatation. In: Philosophical Transactions. Band 106, 1817, S. 156–178 (doi:10.1098/rstl.1816.0011, JSTOR:107522).
- On the effects of compression and dilatation in altering the polarising structure of doubly refracting crystals. In: Transactions of the Royal Society of Edinburgh. Band 8, 1818, S. 281–286  (Digitalisat, Digitalisat, doi:10.1017/S0080456800018214).
- On the laws which regulate the distribution of the polarising force in plates, tubes, and cylinders of glass that have received the polarising structure. In: Transactions of the Royal Society of Edinburgh. Band 8, 1818, S. 353–372 (Digitalisat, Digitalisat, doi:10.1017/S0080456800018263).
- On the laws of polarisation and double refraction in regularly crystallized bodies. In: Philosophical Transactions. Band 108, 1818, S. 199–273 (doi:10.1098/rstl.1818.0015, JSTOR:109904).
- On the connection between the primitive forms of crystals, and the number of their axes of double refraction. In: Memoirs of the Edinburgh Wernerian Society. Band 3, 1821, S. 50–74 (Digitalisat).
- Observations on vision through coloured glasses, and on their application to Telescopes and Microscopes of great magnitude. In: The Edinburgh philosophical journal. Band 6, Nr. 11, 1822, S. 102–107 (Digitalisat, Digitalisat).
- Description of a monochromatic lamp for microscopical purposes, &c : with remarks on the absorption of the prismatic rays by coloured media. In: Transactions of the Royal Society of Edinburgh. Band 9, 1823, S. 433–444 (Digitalisat, Digitalisat, doi:10.1017/S0080456800031008)

- Description of gmelinite, a new mineral species. In: The Edinburgh Journal of Science. Band 2, Nr. 4, 1825, S. 262–267 (Digitalisat).

- On the law of the partial polarization of light by reflexion. In: Philosophical Transactions. Band 120, 1830, S. 69–84 (doi:10.1098/rstl.1830.0005, JSTOR:107890).
- On the production of regular double refraction in the molecules of bodies by simple pressure; with observations on the origin of the doubly refracting structure. In: Philosophical Transactions. Band 120, 1830, S. 87–96 (doi:10.1098/rstl.1830.0007, JSTOR:107892).
- On the laws of the polarization of light by refraction. In: Philosophical Transactions. Band 120, 1830, S. 133–144 (doi:10.1098/rstl.1830.0011, JSTOR:107896).
- On the phenomena and laws of elliptic polarization, as exhibited in the action of metals upon light. In: Philosophical Transactions. Band 120, 1830, S. 287–326 (doi:10.1098/rstl.1830.0023, JSTOR:107910).

- Reflexion on the decline of science in England, on some of its causes. In: The Quarterly Review. Band 43, 1830, S. 305–342 (Digitalisat).
- Observations on the decline of science in England. In: The Edinburgh Journal of Science. Neue Folge, Band 5, 1831, S. 1–16 (Digitalisat).

- Report on the recent progress of optics. In: Report of the first and second meetings of the British Association for the Advancement of Science. London 1833, S. 308–322 (Digitalisat).
- Observations on the absorption of specific rays, in reference to the undulatory theory of light. In: The London and Edinburgh philosophical magazine and journal of science. Band 2, Nr. 11, 1833, S. 360–363 (Digitalisat, Digitalisat, doi:10.1080/14786443308648058).
- On a new analysis of solar light, indicating three primary colours, forming coincident spectra of equal length. In: Transactions of the Royal Society of Edinburgh. Band 12, 1834, S. 123–136 (Digitalisat, Digitalisat, doi:10.1017/S0080456800030532).
- Observations on the lines of the solar spectrum, and on those produced by the earth’s atmosphere, and by the action of nitrous acid gas. In: Transactions of the Royal Society of Edinburgh. Band 12, Nr. 2, 1834, S. 519–530 (Digitalisat, Digitalisat, doi:10.1017/S0080456800031185).
- On the colours of natural bodies. In: Transactions of the Royal Society of Edinburgh. Band 12, Nr. 2, 1834, S. 538–545 (Digitalisat, Digitalisat, doi:10.1080/14786443608648921).

- The facts and fancies of Mr. Darwin. In: Good Words. Band 3, 1862, S. 3–9 (Digitalisat, PDF) – Besprechung von Darwins On the Origin of Species.
- On the motion, equilibrium, and forms of liquid films. In: Transactions of The Royal Society of Edinburgh. Band 25, Nr. 1, 1868, S. 111–118 (Digitalisat, doi:10.1017/S008045680002812X).

Übersetzungen
- Beschreibung mehrerer neuer und einfacher Stereoskope, um eine oder mehrere ebene Darstellungen von Körpern als solche vorzuführen. In: Moritz von Rohr (Hrsg.): Abhandlungen zur Geschichte des Stereoskops (= Ostwalds Klassiker der exakten Wissenschaften Band 168). Engelmann, Leipzig 1908,  S. 38–51 (Digitalisat).
- Beschreibung einer Doppelkamera und einer Methode, von lebensgroßen und von Kolossalbildwerken, sowie von lebenden Figuren Darstellungen zu erhalten, die im Stereoskop als körperliche Gebilde vorgeführt werden können. In: Moritz von Rohr (Hrsg.): Abhandlungen zur Geschichte des Stereoskops (= Ostwalds Klassiker der exakten Wissenschaften Band 168). Engelmann, Leipzig 1908, S. 52–57 (Digitalisat).